# 佐賀県立盲学校
佐賀県立盲学校（さがけんりつ もうがっこう）は、佐賀県佐賀市天祐一丁目にある県立盲学校。

## 概要
歴史
1924年（大正13年）に盲唖教授所と佐賀盲学院が統合され「私立佐賀盲唖学校」として開校。佐賀県立ろう学校と分離し、現校名になったのは1947年（昭和22年）。2014年（平成26年）に創立90周年を迎えた。
設置学部
- 幼稚部
- 小学部
- 中学部
- 高等部
  - 普通科
  - 保健理療科
  - 専攻科理療科（高校卒業後3年）

校訓
「明朗・友愛・自立」
校章
佐賀県の県鳥であるカササギの翼と点字の6点、「光」の文字、佐賀のローマ字表記（Saga）の頭文字「S」を組み合わせたものとなっている。
校歌
作詞は中原勇夫、作曲は黒沼幸四郎による。歌詞は3番まであり、校名は歌詞中に登場しない。

## 沿革
- 1924年（大正13年）
  - 4月1日 - 盲学校及聾唖学校令が施行される。
  - 10月23日 - 盲唖教授所と佐賀盲学院が統合され、「私立佐賀盲唖学校」として開校[1][2]。
- 1925年（大正14年）
  - 1月13日 - 佐賀市水ヶ江町124番地の民家を仮校舎として授業を開始[1][2]。
  - 6月10日 - 初等科（修業年限6年）と中等部鍼按科（修業年限4年）の設置が文部省により認可される[1][2][3]。
- 1929年（昭和4年）2月 - 佐賀市水ヶ江町418番12号に新校舎が完成し移転を完了[3]。
- 1934年（昭和9年）4月1日 - 佐賀県に移管され、「佐賀県立盲唖学校」に改称[1][2]。
- 1945年（昭和20年）
  - 8月5日夜 - 佐賀空襲により校舎全焼、備品・書類が焼失。龍谷中学校の校舎を借用し授業を再開[1][2][3]。
  - 9月 - 佐賀市上芦町の民家と高木町の願正寺にて授業を再開[1][2][3]。
- 1947年（昭和22年）
  - 4月1日 - 学校教育法が公布され、「佐賀県立ろう学校」と「佐賀県立盲学校」に分離[1][2][3]。
  - 9月 - 佐賀市上多布施町433番地にあった日東航機青年学校跡に移転、以後校舎・寄宿舎を順次増築[1][3]。
- 1948年（昭和23年）4月1日 - 盲学校の義務制が実施され、小学部（6年）・中学部（3年）・高等部（3年）を設置[1][2]。
- 1951年（昭和26年）7月 - 上多布施町中折（現・天祐1丁目の佐賀県総合福祉センター所在地）の新校地で校舎着工、1953年1月にかけて4期に亘り完工。1951年10月には文部省のモデル建築候補校の指定を受け、設計から盲学校向けの工夫が図られる[1][2]。
- 1952年（昭和27年）8月 - 理療師養成学校として認可される[1][2]。
- 1953年（昭和28年）4月1日 - 高等部専攻科と別科（修業年限2年）を設置[2]。
- 1969年（昭和44年）6月 - 寄宿舎を現在地に移転改築[2]。
- 1972年（昭和47年）4月 - 小学部に重複学級を設置[2]。
- 1973年（昭和48年）4月1日 - 中学部に重複学級を設置。高等部教育課程の改訂により、普通科と保健理療科を設置[1][2]。
- 1976年（昭和51年）4月1日 - 専攻科理療科（修業年限）を設置[2]。
- 1979年（昭和54年）3月 - 現在地に新校舎が完成し移転を完了[2]。
- 1983年（昭和58年）4月1日 - 幼稚部を設置[2]。
- 1990年（平成2年）4月1日 - 「あ・は・き法」改正により、本科保健理療科と専攻科理療科を設置[2]。
- 1998年（平成10年）4月1日 - 高等部に重複学級を設置[2]。
- 2005年（平成17年）10月 - 第1回学校公開を開催[2]。
- 2015年（平成27年）6月1日 - 目の支援センター「ゆうあい」を開設[2]。

## 部活動
- 音楽部
- フロアバレーボール部
- グランドソフトボール部
- サウンドテーブルテニス部

## 交通
最寄りの鉄道駅
- JR九州長崎本線「佐賀駅」

最寄りのバス停
- 佐賀市営バス「中折」バス停

最寄りの国道
- 国道208号「新栄小学校前」交差点

## 周辺
- 佐賀県立佐賀北高等学校
- 佐賀県立佐賀工業高等学校
- 佐賀市立新栄小学校
- 中折幼稚園
- 佐賀天祐郵便局